# Fabián Espinoza
Fabián Ignacio Espinoza Valenzuela (n. Concepción, Chile; 1 de junio de 1998) es un futbolista chileno. Juega como mediocampista y su equipo actual es Deportes Temuco de la Primera B de Chile.

## Trayectoria
Comenzó sus divisiones inferiores en Universidad de Concepción donde debutó oficialmente el 1 de abril de 218 en la victoria de su club ante Deportes Iquique por 3 a 1. Tras jugar solo 1 partido partió a préstamo a  Independiente de Cauquenes, donde estaría dos temporadas.
En 2020, volvió a ser enviado a préstamo esta vez a Fernández Vial de la Segunda División de Chile, con quién ascendería ese mismo año a la Primera B de Chile. Tras sus actuaciones en Fernández Vial en 2023 dejaría el club para ser traspasado a Deportes La Serena.
El 6 de enero de 2024 es anunciado como nuevo jugador de Deportes Iquique de la Primera División.El 11 de junio del mismo año, se anuncia su fichaje por Deportes Temuco de la Primera B.

## Estadísticas
| Club                               | Div.       | Temporada  | Liga  | Liga  | Copas nacionales | Copas nacionales | Torneos internacionales | Torneos internacionales | Total | Total |
| Club                               | Div.       | Temporada  | Part. | Goles | Part.            | Goles            | Part.                   | Goles                   | Part. | Goles |
| ---------------------------------- | ---------- | ---------- | ----- | ----- | ---------------- | ---------------- | ----------------------- | ----------------------- | ----- | ----- |
| Universidad de Concepción · Chile  | 1.ª        | 2018       | 1     | 0     | —                | —                | —                       | —                       | 1     | 0     |
| Universidad de Concepción · Chile  | Total club | Total club | 1     | 0     | 0                | 0                | 0                       | 0                       | 1     | 0     |
| Independiente de Cauquenes · Chile | 3.ª        | 2018       | 10    | 1     | —                | —                | —                       | —                       | 10    | 1     |
| Independiente de Cauquenes · Chile | 3.ª        | 2019       | 23    | 3     | 1                | 0                | —                       | —                       | 24    | 3     |
| Independiente de Cauquenes · Chile | Total club | Total club | 33    | 4     | 1                | 0                | 0                       | 0                       | 34    | 4     |
| Fernández Vial · Chile             | 2.ª        | 2020       | 19    | 1     | —                | —                | —                       | —                       | 19    | 1     |
| Fernández Vial · Chile             | 2.ª        | 2021       | 25    | 3     | 6                | 1                | —                       | —                       | 31    | 4     |
| Fernández Vial · Chile             | 2.ª        | 2022       | 22    | 2     | 2                | 0                | —                       | —                       | 24    | 2     |
| Fernández Vial · Chile             | Total club | Total club | 66    | 6     | 8                | 1                | 0                       | 0                       | 74    | 7     |
| Deportes La Serena · Chile         | 1.ª        | 2023       | 25    | 2     | 1                | 0                | —                       | —                       | 26    | 2     |
| Deportes La Serena · Chile         | Total club | Total club | 25    | 2     | 1                | 0                | 0                       | 0                       | 26    | 2     |
| Deportes Iquique · Chile           | 1.ª        | 2024       | 6     | 0     | 0                | 0                | —                       | —                       | 6     | 0     |
| Deportes Iquique · Chile           | Total club | Total club | 6     | 0     | 0                | 0                | 0                       | 0                       | 6     | 0     |
| Total club                         | Total club | Total club | 131   | 12    | 10               | 1                | 0                       | 0                       | 141   | 13    |
| 1. 2.                              |            |            |       |       |                  |                  |                         |                         |       |       |